# Sonja Golec Petelinšek
Sonja Golec Petelinšek, slovenska pesnica, * 15. marec 1929, Oplotnica, † 19. oktober 2009, Maribor.

## Življenjepis
Med leti 1945 in 1949 je obiskovala učiteljišče v Mariboru. Po končanem učiteljišču je bila učiteljica v šoli v Sv. Roku ob Sotli, nato pa še v Kostrivnici in v Mariboru na osnovnih šolah KIošaki, Ivan Cankar in Franc Rozman - Stane. Svoja prva pesniška dela je objavljala v učiteljiščnem glasilu Mlada greda, novinarske prispevke pa v Šolskih razgledih, Večeru, Mentorju, Vzajemni, Vzajemnosti, Kmečkih razgledih in slovenjebistriški Panorami. Bila je tudi soavtorica publikacije »Mariborski mestni parki«. Ves čas učiteljevanja je bila mentorica kulturnih gledaliških prireditev na svojih šolah, kjer je vodila tudi dramske krožke in na Industrijski tekstilni šoli. Delala je v pionirski organizaciji in v Društvu prijateljev Mladine. Več let je bila tudi amaterska igralka v dramski skupini Slava Klavora. 
Po upokojitvi je sodelovala pri oplotniškem literarnem zborniku »Moja roka – tvoja dlan« (2001) in pri zbornikih »Vezi med ljudmi – Zwischenmenschliche Bindungen« kulturnega društva nemško govorečih žena »Mostovi«, zbornikih »Likus«. 
Poleg pisateljevanja je deset let na radiu Maribor vodila oddaje Sestanek starejših. 